# Distretto di Wiang Sa
Il distretto di Wiang Sa (in thailandese: เวียงสา) è un distretto (amphoe) della Thailandia, situato nella provincia di Nan.